# Stanisław Leszczyński
Stanisław I Leszczyński (Stanisław Bogusław Leszczyński; în lituaniană Stanislovas Leščinskis, în poloneză Stanisław Leszczyński; n. 20 octombrie 1677, Lwów, Coroana Regatului Poloniei⁠(d), Polonia-Lituania – d. 23 februarie 1766, Lunéville, Lorraine⁠(d), Regatul Franței) a fost rege al Uniunii polono-lituaniană și Duce de Lorena.
Născut în Lwów în 1677, el a fost fiul lui Rafał Leszczyński, Voievod de Poznań, și a Annei Katarzyna Jabłonowska. Stanislav s-a căsătorit cu Katarzyna Opalińska, cu care a avut o fiică, Maria, care a devenit soția lui Ludovic al XV-lea și regină  a Franței. În 1697, el a semnat confirmarea articolelor de alegeri a lui August al II-lea. În 1703, el s-a alăturat Confederației Lituaniene, unde familia Sapieha cu ajutorul Suediei a format o alianță împotriva lui August.

## Rege pentru prima dată
În anul următor, Stanislav a fost ales de către Carol al XII-lea al Suediei, după o invazie suedeză de succes în Polonia, pentru a-l înlocui pe August al II-lea, care fusese ostil față de suedezi. Stanislav era un tânăr cu antecedente pure, cu talente respectate și care provenea dintr-o familie veche, dar fără suficientă forță de caracter sau de influență politică pentru a-l susține pe tronul instabil.
Cu toate acestea, cu ajutorul unui corp de armată, suedezii au reușit să obțină alegerea lui, pe 12 iulie 1704. Câteva luni mai târziu, Stanislav a fost forțat de către incursiunea bruscă a lui August să caute refugiu în tabăra suedeză, dar în cele din urmă, la 24 septembrie 1705, el a fost încoronat rege. Carol însuși i-a furnizat noua coroană și sceptrul, în loc de însemnele vechi ale regalității poloneze, care fuseseră duse în Saxonia de August. În același timp, regele Suediei l-a trimis pe Petru Estenberg la regele Stanislav pentru a acționa ca ambasador și ca secretar de corespondență. Primul act al regelui polonez a fost de a întări o alianță cu Carol al XII-lea, prin care Republica polono-lituaniană se angaja să-i sprijine pe suedezi împotriva țarului rus. Stanislav a făcut tot ce a putut pentru a-l ajuta pe Carol. Astfel, el l-a influențat pe hatmanul cazacilor, Ivan Mazepa, să dezerteze din armata lui Petru cel Mare în perioada cea mai critică a Marelui Război al Nordului dintre Rusia și Suedia, și a amplasat un corp de armată la dispoziția suedezilor. Însă Stanislav depindea în întregime de succesul armatei lui Carol, care după Bătălia de la Poltava (1709), autoritatea lui Stanislav începea să dispară. În această perioadă, Stanislav a locuit în orașul Rydzyna.

## Prima pierderea a tronului

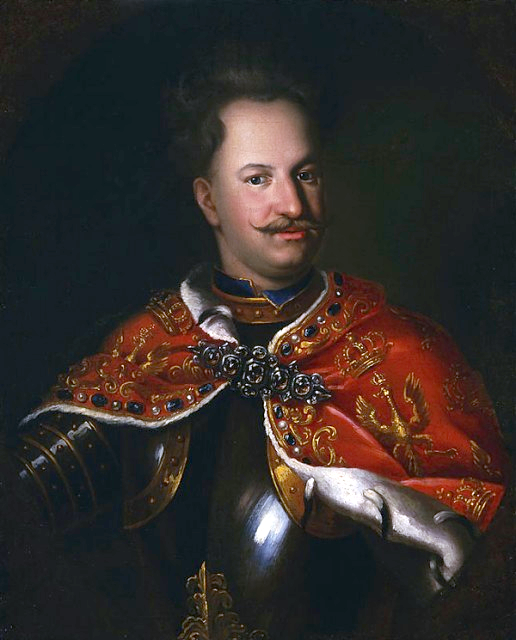
Stanislav în timpul primei sale domnii înainte de 1709

Marea majoritate a polonezilor s-au grăbit să-l repudieze pe Stanislav și să facă pace cu August. Stanislav a fost însoțit de armata din Cracovia în retragerea sa în Pomerania suedeză. La restaurarea lui August, Stanislav a predat coroana poloneză (deși a păstrat titlul regal), în schimbul micului principat din Zweibrücken. În 1716, un ofițer saxon, Lacroix, a încercat să-l asasineze pe Stanislav însă acesta a fost salvat de Stanisław Poniatowski, tatăl viitorul rege. Stanislav a locuit apoi la Wissembourg în Alsacia. În 1725, el a avut satisfacția de a o vedea pe fiica sa, Maria, căsătorindu-se cu Ludovic al XV-lea. Din 1725 până în 1733, Stanislav a trăit la Château de Chambord.

## Rege pentru a doua oară
Cumnatul lui Stanislav, Ludovic al XV-lea, i-a sprijinit pretențiile la tronul polonez după moartea lui August al II-lea în 1733, care a dus la Războiul de Succesiune polonez. În septembrie 1733, Stanislav a ajuns la Varșovia, după ce a călătorit o zi și o noapte prin Europa centrală, deghizat ca un vizitiu. În ziua următoare, în ciuda protestelor, Stanislav a fost ales în mod legal rege al Poloniei, pentru a doua oară. Cu toate acestea, Rusia se opunea oricărui candidat din Franța și Suedia, protestând împotriva alegerii lui, în favorul noului Elector de Saxonia, care era aliatul lor austriac.
La 30 iunie 1734, o armată rusească de 20.000 de oameni sub comanda lui Peter Lacy, după proclamarea lui August al III-lea de Saxonia la Varșovia, a început să-l asedieze pe Stanislav la Danzig, unde era înconjurat de partizanii săi, care așteptau ajutorul promis din Franța.
Asediul a început în octombrie 1734. La 17 martie 1735, Mareșalul Münnich l-a înlocuit pe Peter Lacy, iar la 20 mai 1735, flota franceză mult așteptată și-a făcut apariția și a debarcat la Westerplatte. O săptămână mai târziu, această mică armată (2.400 de oameni) a încercat să forțeze fortificațiile din Rusia, dar a fost în cele din urmă obligată să se predea. Aceasta a fost prima dată când Franța și Rusia s-au întâlnit ca dușmani. La 30 iunie 1735, Danzig a capitulat, după susținerea unui asediu de 135 de zile, care i-a costat pe ruși 8.000 de oameni.
Deghizat ca un țăran, Stanislav a aranjat să scape cu două zile înainte. El a reapărut la Königsberg, de unde a emis un manifest pentru partizanii săi, care a dus la formarea unei confederații în numele său, precum și trimiterea unui emisar polonez la Paris pentru a îndemna Franța să invadeze Saxonia cu cel puțin 40.000 de oameni. În Ucraina, contele Nicholas Potocki l-a susținut pe Stanislav cu o armată de 50.000 de oameni, care a fost în cele din urmă răvășită de ruși.

## Pierderea definitivă a tronului
Pe 26 ianuarie 1736, Stanislav a abdicat din nou de la tron, însă a primit în compensație ducatul de Lorena și Bar, care aveau să revină Franței la moartea sa. În 1738, el a vândut moștenirile sale, Rydzyna și Leszno, Contelui Alexander Joseph Sulkowski. El s-a stabilit la Lunéville, unde în anul 1750 a fondat Academia Stainslas și și-a dedicat restul vieții sale științei și filantropiei.
Stanislav era încă în viață la momentul nașterii stră-strănepoatei sale, Arhiducesa Maria Teresa de Austria, în 1762. El a murit în 1766, la vârsta de 88 de ani.